# 司馬儁
司馬 儁（しば しゅん、113年 - 197年）は、後漢末期の政治家。字は元異。司隷河内郡温県の人。祖父は司馬鈞。父は司馬量。子は司馬防。孫は司馬朗・司馬懿・司馬孚ら。玄孫の司馬炎が晋を建てた。
秦末の殷王司馬卬の末裔といわれ、祖父の司馬鈞は征西将軍まで上った。豫章太守となった父の司馬量に続き潁川太守にまで上り、河内司馬氏の家格を高めた。